# Antonin Gadal
Antonin Gadal (1877 — 1962) foi um místico e historiador francês que dedicou toda a sua vida ao estudo do catarismo no sul da França, sua espiritualidade, crenças e ideologias.

## Biografia
Gadal nasceu em 1877 na cidade pirenaica de Tarascon na região de Ariège, no sul da França, que era um dos centros do movimento gnóstico cristão conhecido como os Cátaros ou os Albigenses nos séculos XII e XIII.
Gadal cresceu em uma casa próxima ao historiador tarascônico Adolphe Garrigou, que se especializou na história dos cátaros (juntamente com seu filho, ele é homenageado por uma placa no prédio que morava em uma das praças de Tarascon). Garrigou via-se como um conservador da memória da seita cristã e, vendo um espírito amável no jovem, tomou-o sob seus cuidados como herdeiro de seu conhecimento. Já adulto, Gadal trabalhou como professor, mas seu fascínio pelos cátaros levou-o a trabalhar para o Tourist Board de Ussat Ornolac. Ao fazê-lo, ele conseguiu explorar as próprias cavernas pirenáicas, o que ele acreditava que eram esconderijos e locais de culto para os cátaros. Através de suas investigações, ele desenvolveu uma imagem detalhada do que ele acreditava serem os mistérios internos de sua fé.

## Gadal e a espiritualidade cátara
A crença de Gadal era que a espiritualidade dos cátaros remontava através de várias crenças gnósticas (como o maniqueísmo, o gnosticismo cristão) para as mais antigas fontes da Tradição do Mistério Ocidental - os Essênios, Hermetismo, os Mistérios Egípcios e assim por diante - mas visto em um Contexto cristão. Ele argumentava que, na bacia do Ariège e, em particular, nas cavernas de Lombrives, o cátaro Perfecti (a elite espiritual do movimento) sofria um período de iniciação de três anos no qual experimentava uma transformação da alma humana, tal como a experimentada por Cristo nos Evangelhos - Transfiguração, Morte e Ressurreição. Transformado pelo Espírito Santo, o Perfecti então saia para o mundo, tendo "morrido" para este, difundiria a fé cátara aos Credentes, ou Crentes. A crença de Gadal era que este processo de Iniciação estava dentro da mensagem cristã dos Evangelhos e do ciclo da história de Cristo e era o significado oculto da Lenda do Graal.
Através do seu interesse no cristianismo gnóstico dos cátaros e sua crença na conexão com uma tradição antiga, em seus últimos anos Gadal fez contato com os líderes do movimento neo gnóstico cristão-rosacruz, o Lectorium Rosicrucianum - J. van Rijckenborgh e Catharose de Petri. As teorias e as ideias de Gadal tornaram-se, posteriormente, um elemento muito importante na cosmologia do Lectorium e, até hoje, membros da sociedade embarcam em peregrinações às cavernas Ariège e Lombrives a cada cinco anos.

## Trabalho
Além de seu trabalho na região de Ariège, Gadal viajou muito pela Europa e o mundo ensinando sobre os cátaros, suas descobertas e teorias, muitas das quais foram rejeitadas pelos acadêmicos como sendo muito místicas ou especulativas. Seus livros incluem O Triunfo da Gnosis Universal e No Caminho do Santo Graal, ambos impressos pela Editora Pentagrama Publicações, o braço de impressão do Lectorium. Ele faleceu em 1962.